# Огурцов, Анатолий Павлович
Анатолий Павлович Огурцов (21 июля 1934 года, гор. Каменское (Днепродзержинск) — 2015) — советский и украинский ученый-металлург. Ректор Днепродзержинского государственного технического университета (ДГТУ) в 1988—2003 годах, доктор технических наук, профессор, Заслуженный деятель науки и техники Украины.
Почётный гражданин Днепродзержинска (1999). Избирался депутатом его городского совета и Днепровского райсовета.

## Биография
Родился в семье рабочего-электрика; старший брат — Андрей. После войны несколько лет проживал у родственников в местечке Степань Ровенской области. Окончил Днепродзержинский металлургический техникум (1953), где учился с 1949, в те же годы начал заниматься спортом, станет рекордсменом Украины, в дальнейшем из-за травмы прекратит спортивную карьеру, хотя и успеет поступить на заочное отделение в институт физкультуры. 

Десять лет проработал в конверторных цехах заводов имени Петровского (г. Днепр; первоначально, до службы в армии, в 1953 попал в бессемеровский цех, побывав кратковременно пом. мастера, станет мастером; после службы в армии поступит в тот же цех подручным разливщика, станет старшим разливщиком, мастером, начальником смены) и имени Дзержинского. Служил в Советской Армии; став курсантом школы сержантского состава, затем будет оставлен там готовить других; участник событий в Венгрии 1956 года; демобилизовался в конце 1957 года.
В 1964 году с отличием окончил Днепродзержинский металлургический завод-втуз по специальности «Металлургия стали» (вечерний факультет; поступил в 1958) и остался там старшим инженером научно-исследовательского сектора кафедры металлургии черных металлов, поступит в аспирантуру (науч. рук-ль - М. И. Бейлинов). В 1969 году защитил кандидатскую диссертацию; ассистент, старший преподаватель, доцент; являлся деканом металлургического факультета (преемник Вадима Николаевича Милютина), проректором (был утверждён им  в июле 1978 года), проректором по учебной работе. С 1979 года заведующий кафедрой металлургии стали, затем металлургии черных металлов. Защиту его докторской вел В. И. Баптизманский, оппонентом был В.А.Кудрин.

С 1988 по 1999 год ректор Днепродзержинского государственного технического университета (был избран на первых в истории вуза выборах ректора; преемник В. И. Логинова), почетный ректор с 1999 года. В том же 1999 году доверенное лицо кандидата в президенты Л. Д. Кучмы. В горсовете возглавлял постоянную депутатскую комиссию по экологии, а перед тем на протяжении восьми лет - комиссию по образованию, науке и культуре.
Почётный профессор. Основатель школы в металлургической отрасли, подготовил 5 докторов и 10 кандидатов технических наук. Автор более 650 научных работ, 60 монографий и учебников. Награждён орденом «За заслуги». Автор мемуаров "Это наша с тобой биография".
Цитаты
- Спорт научил меня "честно выигрывать и достойно проигрывать". Когда сегодня нужно что-то сделать "через не могу", -- я могу! -- и это от спорта.
- Хочешь хорошо знать какой-либо предмет — начинай читать лекции. (Ист.: Это наша с тобой биография)